# 立川競輪場
立川競輪場（たちかわけいりんじょう）は東京都立川市曙町にある競輪場。施設所有および主催は立川市。競技実施はJKA東日本地区本部関東支部。レース実況はVOICE TRUSTの加奈山翔が担当している。2018年3月まではフリーアナウンサーの筒井大輔、それ以前は齋藤直樹が担当していた。

## 概要
1951年10月17日に立川市営の競輪場として開設された。
1985年、突発的に企画されたKEIRINグランプリ'85の開催を引き受けたKEIRINグランプリ発祥の地である。以降KEIRINグランプリを20世紀中は16回中14回開催、21世紀になってからもおおむね3年に一度のペースで立川開催されている。
その他GIは、1979年・1985年・1988年・1993年・2002年・2006年・2013年には日本選手権競輪が、1981年にはオールスター競輪がそれぞれ行われているが、2013年の日本選手権を最後にグランプリ以外の特別競輪を開催していない。
記念競輪 (GIII)は「鳳凰賞典レース」で、平年開催では年明け最初のグレードレース（記念競輪としても）として開催される。2020年開催までは前年末にKEIRINグランプリ開催を行い、引き続いてS級S班が出場する開催として行われていた。
2009年からは『江戸鷹』と呼ばれ、当地で開催された第32回日本選手権競輪で地元制覇を成し遂げるなど数々の戦績を残した山口健治を讃え「山口健治杯」が開催されている。
2004年まで「ギャンブルの王様」と評したほど競輪を愛した作家・色川武大（阿佐田哲也）の功績を称えた「阿佐田哲也杯」が毎年（KEIRINグランプリが立川で開催される時はアンダーカードとして同時に）開催されていた（現在の寺内大吉記念杯競輪はKEIRINグランプリ開催場で実施されるが、阿佐田哲也杯はKEIRINグランプリが開催されなくても別日程で立川で実施）。
発走時刻の遅いKEIRINグランプリへの対策として照明設備が整っており、仮設設備の増強でナイター競走開催も可能となっているが、現状ではミッドナイト競輪を含む平常時のナイター開催は行われていない（ただし、ミッドナイトは2016年度以降前橋競輪場を借り上げて実施している）。
入場料は規則上は本場開催時50円となっているが、2023年9月より本場開催時の臨時的な無料化措置が行われている。
トータリゼータシステムは日本トーターを採用している。
2016年8月までは多摩川電気がCS中継の制作を行っていたが、同年10月より株式会社JPFがCS中継を制作している。現在のメインMCは村上由美が主に担当しているが、村上が担当出来ない場合はアシスタントの明珍裕子が担当している。解説は、関東日刊紙記者クラブの日刊紙記者をはじめ山口健治が担当する事が多い。CS放送は、YouTube Liveでサイマル配信を行っている。
立川競輪のイメージソングは「WINNING RUN」である。以前はテレビ・ラジオCMで流れてたほか、別記のテレビ中継にもインストバージョンが使用されていた。
1995年9月15日のFI開催より車番連勝式車券を、2001年11月30日より3連勝式（3連単・3連複・ワイド）の車券をいずれも全国で初めて発売している3連単・504通り ドリーム車券の楽しみ。

## マスコットキャラクター
立川競輪としてのマスコットキャラクターはいないが、シンボルマークなどで伝統的にイーグル（白頭鷲）を使用しており、KEIRINグランプリ開催告知のポスターでは必ず白頭鷲が描かれている。また2019年10月に開設した公式Twitterのアイコンで自転車に乗った立川市のキャラクターくるりんが使用されている。

## 重勝式投票
2008年4月25日より、平塚競輪場の「チャリロト」に続き、重勝式投票方式「Kドリームス」を、Kドリームスとしては初めて発売を開始した。
2012年4月5日からは別の重勝式としてDokanto!（ドカント）の発売を開始したが、立川市はこれの施行者となっている。この際、Kドリームスの賭け式の一つである「BIG DREAM」における立川競輪場分のキャリーオーバーを、類似の重勝車券である「Dokanto!4two」へ移動することになり、3月30日の開催をもって立川のBIG DREAMは発売終了となった。K5とK3の販売は継続される。
2013年1月16日よりKドリームスの取り扱い会社でもある日本トーターが『ギャンブーベットターミナル』を設置したことにより、場内で「GambooBET」を介してKドリームスおよびDokanto!の現金投票が行えるようになった。

## バンク特徴

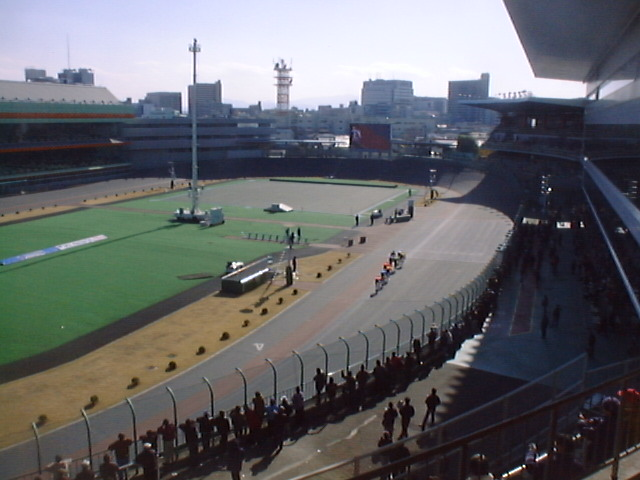
第4コーナースタンドより

走路は1周400mだが、多くの競輪場と緩和曲線の構造が異なるレムニスケート曲線（一心円）を採用している。このためコーナーのカーブが急であるため、まっすぐ走っていても直線へ入る直前に外側へ膨れてしまうケースが時々見受けられる。
これらの事から後方を走る選手が前へ突っ込むコース取りを決めやすく、また直線の長さを生かして前の選手を捕らえやすいため、追込選手に優位となっている。
場内に大画面映像装置を初めて設置した競輪場であり、1988年に1センター側へ設置した。現在使われているものは、2023年のKEIRINグランプリ2023の開催に併せて改修された。

## アクセス
- JR立川駅または多摩都市モノレール立川北駅下車、立川北駅高架下から無料送迎バスで約5分。または徒歩15分。
- 西武鉄道拝島線・多摩都市モノレール玉川上水駅から無料送迎バスで約10分。

（全て小田急グループの立川バスに委託）

## テレビ中継
- スカパー!での放送があるが、2019年3月まではグレードレース[注 5]以外はSPEEDチャンネルで放送されることは無かった。ただし、2018年の記念はSPEEDチャンネルでは放送されなかった。

- 2001年7月から2014年3月まではトラベラーズTV→EXエンタテイメント→寄席チャンネル（スカパー!プレミアムサービスCh.542/275）、同年4月から2015年3月まではEXライブ（スカパー!プレミアムサービスCh.541/288）、2015年4月～2019年3月まではたちかわ・西武園競輪チャンネル（スカパー!プレミアムサービスCh.531）の枠を借りて無料放送していた。

- なおたちかわ・西武園競輪チャンネルは2019年3月31日(日)をもって閉局した。その影響で、同年4月からはSPEEDチャンネルで全ての開催を中継するようになった。

- また、立川市に本社を置くケーブルテレビ局「ジェイコム多摩」ではCS084チャンネルで本場および場外開催のレースを放送している。

## 歴代記念競輪優勝者
| 年        | 優勝者     | 登録地 |
| --------- | ---------- | ------ |
| 2003年    | 伏見俊昭   | 福島   |
| 2004年    | 神山雄一郎 | 栃木   |
| 2005年    | 市田佳寿浩 | 福井   |
| 2007年    | 荒井崇博   | 佐賀   |
| 2008年    | 紫原政文   | 福岡   |
| 2009年    | 渡部哲男   | 愛媛   |
| 2010年    | 浅井康太   | 三重   |
| 2011年    | 深谷知広   | 愛知   |
| 2012年    | 深谷知広   | 愛知   |
| 2014年    | 平原康多   | 埼玉   |
| 2015年    | 村上義弘   | 京都   |
| 2016年    | 原田研太朗 | 徳島   |
| 2017年    | 北津留翼   | 福岡   |
| 2018年    | 平原康多   | 埼玉   |
| 2019年    | 清水裕友   | 山口   |
| 2020年    | 清水裕友   | 山口   |
| 2021年    | 平原康多   | 埼玉   |
| 2022年    | 吉田拓矢   | 茨城   |
| 2023年1月 | 新田祐大   | 福島   |
| 同年9月   | 森田優弥   | 埼玉   |
| 2025年    | 山口拳矢   | 岐阜   |
| 2026年    |            |        |
| 2027年    |            |        |

※1節4日間制開催となった、2002年4月以降の歴代記念競輪優勝者を列記。

### その他のG3
| 年     | 種別 | 開催名称                     | 優勝者   | 登録地 |
| ------ | ---- | ---------------------------- | -------- | ------ |
| 2007年 | G3   | 北京オリンピック日本応援競輪 | 中村浩士 | 千葉   |
| 2026年 | G3   | 施設整備等協賛競輪           |          |        |

## 場外車券売場
- サテライト六郷（秋田県美郷町）
- サテライト中越（新潟県長岡市）
- サテライト水戸（茨城県東茨城郡城里町・取手競輪場主催の茨城県と共管）
- サテライト双葉（山梨県甲斐市）

サテライト妙高（新潟県妙高市）は、2022年3月31日をもって閉鎖となった。

## 場内改修
立川競輪場では平成中期の車券売上額低迷時代においても特定規模電気事業者のサミットエナジーから電力を購入するなど経費削減に取り組んでいるが、その一方で設備投資のための基金は確保していたことから、場内の大規模な改修を早い段階で実施した。
工事は2012年9月より開始され、まずバンクの改修を行ない、2013年からは開催と並行して施設の改修を行なっている。
2016年12月8日に、メインスタンドをリニューアルオープン。第4コーナー側のスタンドを取り壊したところに「市民の丘」を新設した。この丘はバンクを見渡せるものの競輪場内の扱いではなく、開催日・非開催日を問わず解放されている（夜間は閉鎖）。この市民の丘の設置により風の吹き抜けが強くなったという説もある。また、モーニング競輪を開催する場合は開門時間まではこちらからレースを見る事になる。
2024年より2期工事が開始され、施行事務所やイベントステージが改修され競輪場と市民のための防災公園としての整備がされる予定。

## エピソード
1985年11月2日、プロ野球日本シリーズを制した阪神タイガースの日本一祝勝会が、この立川競輪場3階の特設会場で行われた。
2020年代に入り、ドラマなどの映像作品のロケ地として度々、活用もされている。